# YTN 24 (1350)
《YTN 24 (1350)》는 대한민국 YTN에서 주말 낮 1시 50분에 방송되는 YTN의 주말 낮 뉴스 프로그램이다.

## 앵커
- 무작위